# Гейкинг, Эдмунд Фридрих Густав фон
Барон Эдмунд Фридрих Густав фрейхер фон Гейкинг (нем. Edmund Friedrich Gustav von Heyking; 16 марта 1850, Рига, Курляндская губерния, Российская империя — 15 июня 1915, Берлин, Германская империя) — немецкий дипломат, редактор. Доктор наук (1881).

## Биография
Представитель баронского рода Гейкингов из Курляндии. Сын барона Фредерика Альфреда Гейкинга, предводителя Курляндского рыцарства.
Изучал право и экономику в Гейдельбергском университете.
В 1874 году император Александр II принял его на государственную дипломатическую службу в Санкт-Петербурге и в 1876 году отправил посланником в Филадельфию.
С 1878 года поселился в Риге, стал главным редактором либеральной газеты «Zeitung für Stadt und Land» и ежемесячного журнала «Baltischen Monatshefte».
В 1881 году статс-секретарь имперского ведомства иностранных дел Германии Герберт фон Бисмарк принял его на дипломатическую службу.
В 1884 году женился на писательнице Элизабет фон Флемминг.
В 1885 году был назначен заместителем консула в Нью-Йорке. С июля 1886 по февраль 1889 года работал консулом в Вальпараисо (Чили), затем до апреля 1893 года в качестве генерального консула представлял интересы Германии в Калькутте (Британская Индия). С февраля 1894 до апреля 1896 года — генеральный консул в Каире (Египет). Позже до июня 1899 года был послом в Пекине (Китай). После недолгого пребывания в Германии, до февраля 1903 года работал в Мексике. Позже вернулся в Европу. Был посланником в Белграде (1904) и Гамбурге (1906).
Будучи послом в Пекине активно участвовал в расширении влияния Германии в Китае для противодействия растущей мощи Японии и других великих держав в этом регионе.
Готовил почву для того, чтобы воспользовавшись политической слабостью Китая, Германия в марте 1898 года приобрела территорию Цзяо-Чжоу. Помимо города Циндао в состав колонии была включена вся акватория залива Цзяочжоувань и некоторые острова. Вокруг границы Цзяо-Чжоу была выделена 50-ти километровая нейтральная зона. За 16 лет Германия превратила Циндао в стратегически важный порт. Здесь базировалась немецкая Императорская Восточно-азиатская крейсерная эскадра, проводящая военные операции по всему Тихому океану.
В 1907 году по болезни вышел на пенсию. Жил в замке в Кроссен-на-Эльстере (Тюрингия).

## Избранные работы
- Путевые заметки из европейской части России и Кавказа (Лейпциг, 1878, Reisebilder aus dem Europäischen Rußland und dem Kaukasus, ).